# Gnidia polyantha
Gnidia polyantha är en tibastväxtart som beskrevs av Ernest Friedrich Gilg. Gnidia polyantha ingår i släktet Gnidia och familjen tibastväxter. Inga underarter finns listade i Catalogue of Life.